# 밀레인 워커
밀레인 워커(영어: Melaine Walker, 1983년 1월 1일 ~ )는 자메이카의 육상 선수이다.

## 인물 정보
그녀는 자메이카 킹스턴에서 태어났다.
워커는 세인트 자고 고등학교에 다녔다. 그녀는 2008년 베이징 올림픽에서 금메달을 획득했다. 워커는 전국 선수권 대회에서 54.70초로 신예 칼라이스 스펜서를 제치고 간신히 우승했고 자신의 생애 첫 세계 육상 선수권 대회 출전 자격을 얻었다.
2009년 8월 20일에, 그녀는 2009년 베를린 세계 선수권 대회 여자 400m 허들 결승에서 우승하기 위해 52.42초로 역사상 2번째로 빠른 기록을 세웠다.

## 개인 최고 기록
- 60m - 7초 40 (2005)
- 200m - 23초 67 (1998)
- 400m - 51초61 (2008)
- 60m 허들 – 7초 40 (2006)
- 100m 허들 – 23초 67 (2006)
- 400m 허들 – 51초61 (2009)

## 주요 대회 성적
| 날짜 | 대회                                   | 장소                | 결과 | 세부 종목            | 기록    |
| ---- | -------------------------------------- | ------------------- | ---- | -------------------- | ------- |
| 1998 | 1998년 세계 육상 주니어 선수권 대회    | 프랑스 안시         | 5위  | 200m                 | 23.72   |
| 1998 | 1998년 세계 육상 주니어 선수권 대회    | 프랑스 안시         | 3위  | 4 × 100 m relay      | 44.61   |
| 1999 | 1999년 세계 청소년 육상 선수권 대회    | 폴란드 비드고슈치   | 2위  | 200m                 | 23.72   |
| 1999 | 1999년 세계 청소년 육상 선수권 대회    | 폴란드 비드고슈치   | 6위  | 100 m 허들 (76.2 cm) | 13.80   |
| 2000 | 2000년 세계 육상 주니어 선수권 대회    | 칠레 산티아고       | 3위  | 400 m 허들           | 56.96   |
| 2000 | 2000년 세계 육상 주니어 선수권 대회    | 칠레 산티아고       | 2위  | 4 × 400 m relay      | 3:33.99 |
| 2002 | 2002년 세계 육상 주니어 선수권 대회    | 자메이카 킹스턴     | 5위  | 100 m 허들           | 13.66 w |
| 2002 | 2002년 세계 육상 주니어 선수권 대회    | 자메이카 킹스턴     | 2위  | 400 m 허들           | 56.03   |
| 2004 | 2004년 NACAC U-23 육상 선수권 대회     | 캐나다 셰르브루크   | 5위  | 100 m 허들           | 13.86   |
| 2006 | 2006년 중앙아메리카 카리브해 게임 육상 | 콜롬비아 카르타헤나 | 3위  | 400 m 허들           | 55.97   |
| 2006 | 2006년 중앙아메리카 카리브해 게임 육상 | 콜롬비아 카르타헤나 | 2위  | 4 × 400 m relay      | 3:32.86 |
| 2007 | 2007년 IAAF 세계 육상 파이널           | 독일 슈트트가르트   | 3위  | 400 m 허들           | 54.31   |
| 2008 | 2008년 하계 올림픽                     | 중국 베이징시       | 1위  | 400 m 허들           | 52.64   |
| 2008 | 2008년 IAAF 세계 육상 파이널           | 독일 슈트트가르트   | 1위  | 400 m 허들           | 54.06   |
| 2009 | 2009년 세계 육상 선수권 대회           | 독일 베를린         | 1위  | 400 m 허들           | 52.42   |
| 2009 | 2009년 IAAF 세계 육상 파이널           | 그리스 테살로니키   | 1위  | 400 m 허들           | 53.36   |